# Помпей, Димитрие
Димитрие Помпей (Помпею, Помпейю) (рум. Dimitrie Pompeiu; 22 сентября 1873, Брозкауць-Дорогоне — 7 октября 1954, Бухарест) — румынский математик, профессор, доктор наук, член Румынской Академии.

## Биография
Учился в Дорохое и Бухаресте, затем отправился во Францию, где продолжил изучение математики в Сорбонне (1898—1905).
Занимался математическим анализом, в частности, теорией функций комплексного переменного и классической механикой.
В 1905 в Парижском университете получил степень доктора наук. Диссертация подготовленная под руководством Анри Пуанкаре, была озаглавлена «О непрерывности функций комплексного переменного».
После возвращения в Румынию, был назначен профессором университета в Яссах. В 1912 году переехал в Бухарест, где работал в местном университете.
В 1936 году опубликовал теорему планиметрии, названную позже теоремой Помпею..
Внес большой вклад в области математического анализа, теории сложных функций, а также рациональной механики. В статье, опубликованной в 1929 году, представил сложные гипотезы в интегральной геометрии, в настоящее время широко известные как проблемы Помпейю. Среди его известных работ, также — производные Помпейю.
В 1934 году Варшавский университет присудил ему степень почётного доктора (Honoris causa).